# Liste der Monuments historiques in La Rochelle
Die Liste der Monuments historiques in La Rochelle führt die Monuments historiques in der französischen Stadt La Rochelle auf.

## Liste der Bauwerke
| Bezeichnung                              | Beschreibung | Standort                                         | Kennzeichnung | Schutzstatus   | Datum          | Bild           |
| ---------------------------------------- | --- | ------------------------------------------------ | ------------- | -------------- | -------------- | -------------- |
| Bastion du Gabut                         | | (Lage)                                           | PA00105306    | Inscrit        | 1989           |                |
| Café de la Paix                          | | 54, rue Chaudrier (Lage)                         | PA00104875    | Classé         | 1984           | weitere Bilder |
| Kathedrale St-Louis                      | | (Lage)                                           | PA00104876    | Classé         | 1906           | weitere Bilder |
| Kapelle Notre-Dame de l’Espérance        | | 12, rue des Augustins (Lage)                     | PA00104877    | Inscrit        | 1985           | weitere Bilder |
| Glockenturm St-Jean                      | | Place du Maréchal Foch (Lage)                    | PA00104878    | Inscrit        | 1925           | weitere Bilder |
| Augustinerkloster                        | | 3, rue des Augustins (Lage)                      | PA17000105    | Inscrit        | 2015           |                |
| Couvent des Dames Blanches               | | Place Jean-Baptiste Marcet (Lage)                | PA00104874    | Inscrit        | 1980           | weitere Bilder |
| Karmeliterkirche                         | | Rue Saint-Jean du Pérot Rue des Carmes (Lage)    | PA00104879    | Inscrit        | 1925           | weitere Bilder |
| Kirche St-André-Ste-Jeanne-d’Arc         | | Rue du Faisan (Lage)                             | PA17000047    | Inscrit        | 2002           | weitere Bilder |
| Kirche St-Pierre                         | | Rue de l’Église (Lage)                           | PA00104880    | Inscrit        | 1925           | weitere Bilder |
| Kirche St-Sauveur                        | | (Lage)                                           | PA00104881    | Classé Inscrit | 1907 1932 1990 | weitere Bilder |
| Fontaine du Pilori                       | | (Lage)                                           | PA00104882    | Inscrit        | 1925           | weitere Bilder |
| Befestigungsanlagen                      | seeseitiger Mauerabschnitt mit Rour de la Lanterne, Tour de la Chaîne und Tour Saint-Nicolas, 14. und 15. Jahrhundert | Rue sur les Murs (Lage)                          | PA00104883    | Classé         | 1889           | weitere Bilder |
| Fortin des deux moulins                  | | Rue des Deux Moulins (Lage)                      | PA00104884    | Inscrit        | 1925           | weitere Bilder |
| Bahnhof La Rochelle-Ville                | | Place Semard (Lage)                              | PA00104885    | Inscrit        | 1984           | weitere Bilder |
| Groupe scolaire Paul-Doumer              | | 19, rue Gaston-Périer (Lage)                     | PA17000049    | Inscrit        | 2002           |                |
| Groupe scolaire Pierre-Loti              | | 20, avenue Pierre-Loti (Lage)                    | PA17000050    | Inscrit        | 2002           |                |
| Hôtel                                    | | 3, rue de l’Escale (Lage)                        | PA00104892    | Inscrit        | 1965           | weitere Bilder |
| Hôtel                                    | | 15, rue Verdière (Lage)                          | PA00104893    | Classé         | 1962           | weitere Bilder |
| Hôtel de la Bourse                       | | Rue du Palais Rue Admyrault (Lage)               | PA00104888    | Classé         | 1929           | weitere Bilder |
| Hôtel du Commerce                        | | 10/12, place de Verdun (Lage)                    | PA17000048    | Inscrit        | 2002 2003      |                |
| Hôtel de l’Intendance                    | | 3bis, rue Pernelle (Lage)                        | PA00104889    | Inscrit        | 1925 2010      | weitere Bilder |
| Hôtel Lambertz                           | | 2, rue Gallieni (Lage)                           | PA17000077    | Inscrit        | 2007           |                |
| Hôtel Leclerc                            | | 18, rue Réaumur (Lage)                           | PA00104891    | Classé         | 1944           | weitere Bilder |
| Hôtel de Marsan                          | | 14, rue Bazoges (Lage)                           | PA17000013    | Inscrit        | 1997           |                |
| Hôtel de préfecture                      | | 36, 38, 40 rue Réaumur (Lage)                    | PA17000072    | Inscrit        | 2006           | weitere Bilder |
| Hôtel de ville                           | | (Lage)                                           | PA00104890    | Classé         | 1861           | weitere Bilder |
| Hôtel de la Villemarais                  | | 4, rue de l’Escale (Lage)                        | PA17000083    | Inscrit        | 2010           | weitere Bilder |
| Hôtel François 1er                       | | 8, rue des Augustins 13/15, rue Bazoges (Lage)   | PA00104894    | Classé         | 1926           |                |
| Caserne du 503eme                        | | Avenue des Cordeliers (Lage)                     | IA17000085    | Inscrit        | 1956           |                |
| Gebäude                                  | | 26, rue Dupaty (Lage)                            | PA00104895    | Inscrit        | 1925           |                |
| Gebäude                                  | | 9–11, rue Villeneuve (Lage)                      | PA17000101    | Inscrit        | 2013           |                |
| Collège Eugène Fromentin                 | | 18, rue du Collège (Lage)                        | PA00104896    | Inscrit        | 1969           | weitere Bilder |
| Haus                                     | | 1, rue Albert-Ier (Lage)                         | PA00104903    | Inscrit        | 1928           | weitere Bilder |
| Haus                                     | | 2, rue Albert-Ier (Lage)                         | PA00104904    | Inscrit        | 1928           |                |
| Haus                                     | | 3, rue Albert-Ier (Lage)                         | PA00104905    | Inscrit        | 1928           |                |
| Haus                                     | | 4, rue Albert-Ier (Lage)                         | PA00104906    | Inscrit        | 1928           |                |
| Haus                                     | | 5, rue Albert-Ier (Lage)                         | PA00104907    | Inscrit        | 1928           | weitere Bilder |
| Haus                                     | | 6bis, rue Albert-Ier (Lage)                      | PA00104908    | Inscrit        | 1928           |                |
| Haus                                     | | 7, rue Albert-Ier (Lage)                         | PA00104909    | Inscrit        | 1928           |                |
| Haus                                     | | 8, rue Albert-Ier (Lage)                         | PA00104910    | Inscrit        | 1928           |                |
| Haus                                     | | 9, rue Albert-Ier (Lage)                         | PA00104911    | Inscrit        | 1928           | weitere Bilder |
| Haus                                     | | 10, rue Albert-Ier (Lage)                        | PA00104912    | Inscrit        | 1928           |                |
| Haus                                     | | 11, rue Albert-Ier (Lage)                        | PA00104913    | Inscrit        | 1928           | weitere Bilder |
| Haus                                     | | 12, rue Albert-Ier (Lage)                        | PA00104914    | Inscrit        | 1928           |                |
| Haus                                     | | 13, rue Albert-Ier (Lage)                        | PA00104915    | Inscrit        | 1928           |                |
| Haus                                     | | 15, rue Albert-Ier (Lage)                        | PA00104916    | Inscrit        | 1928           | weitere Bilder |
| Haus                                     | | 15bis, rue Albert-Ier (Lage)                     | PA00104917    | Inscrit        | 1928           |                |
| Haus                                     | | 16, rue Albert-Ier (Lage)                        | PA00104918    | Inscrit        | 1928           |                |
| Haus                                     | | 18, rue Albert-Ier (Lage)                        | PA00104919    | Inscrit        | 1928           |                |
| Häuser                                   | | 25, rue Bletterie 3, rue Saint-Sauveur (Lage)    | PA00104921    | Inscrit        | 1931           | weitere Bilder |
| Haus                                     | | 10, rue Bujaud Rue des Merciers (Lage)           | PA00104922    | Inscrit        | 1928           |                |
| Haus                                     | | 2, rue Chaudrier (Lage)                          | PA00104923    | Inscrit        | 1928           |                |
| Haus                                     | | 3, rue Chaudrier (Lage)                          | PA00104924    | Inscrit        | 1928           |                |
| Haus                                     | | 4, rue Chaudrier (Lage)                          | PA00104925    | Inscrit        | 1928           |                |
| Haus                                     | | 5, rue Chaudrier (Lage)                          | PA00104926    | Inscrit        | 1928           |                |
| Haus                                     | | 6, rue Chaudrier (Lage)                          | PA00104927    | Inscrit        | 1928           |                |
| Hasu                                     | | 7, rue Chaudrier (Lage)                          | PA00104928    | Inscrit        | 1928           |                |
| Haus                                     | | 8, rue Chaudrier (Lage)                          | PA00104929    | Inscrit        | 1928           |                |
| Haus                                     | | 9, rue Chaudrier (Lage)                          | PA00104930    | Inscrit        | 1928           |                |
| Haus                                     | | 10, rue Chaudrier (Lage)                         | PA00104931    | Inscrit        | 1928           |                |
| Haus                                     | | 11, rue Chaudrier (Lage)                         | PA00104932    | Inscrit        | 1928           |                |
| Haus                                     | | 11bis, rue Chaudrier (Lage)                      | PA00104933    | Inscrit        | 1928           |                |
| Haus                                     | | 12, rue Chaudrier (Lage)                         | PA00104934    | Inscrit        | 1928           |                |
| Haus                                     | | 13, rue Chaudrier (Lage)                         | PA00104935    | Inscrit        | 1928           |                |
| Haus                                     | | 14, rue Chaudrier (Lage)                         | PA00104936    | Inscrit        | 1928           |                |
| Haus                                     | | 15, rue Chaudrier (Lage)                         | PA00104937    | Inscrit        | 1928           |                |
| Haus                                     | | 16, rue Chaudrier (Lage)                         | PA00104938    | Inscrit        | 1928           |                |
| Haus                                     | | 16bis, rue Chaudrier (Lage)                      | PA00104939    | Inscrit        | 1928           |                |
| Haus                                     | | 16ter, rue Chaudrier (Lage)                      | PA00104940    | Inscrit        | 1928           |                |
| Haus                                     | | 18, rue Chaudrier (Lage)                         | PA00104941    | Inscrit        | 1928           |                |
| Häuser                                   | | 19/21, rue Chaudrier 2, place Verdun (Lage)      | PA00104943    | Inscrit        | 1928           |                |
| Haus                                     | | 20, rue Chaudrier (Lage)                         | PA00104942    | Inscrit        | 1928           |                |
| Haus                                     | | 22, rue Chaudrier (Lage)                         | PA00104944    | Inscrit        | 1928           |                |
| Haus                                     | | 24, rue Chaudrier (Lage)                         | PA00104945    | Inscrit        | 1928           |                |
| Haus                                     | | 26, rue Chaudrier (Lage)                         | PA00104946    | Inscrit        | 1928           |                |
| Haus                                     | | 30, rue Chaudrier (Lage)                         | PA00104947    | Inscrit        | 1928           |                |
| Haus                                     | | 32, rue Chaudrier (Lage)                         | PA00104948    | Inscrit        | 1928           |                |
| Haus                                     | | 34, rue Chaudrier (Lage)                         | PA00104949    | Inscrit        | 1928           |                |
| Haus                                     | | 36, rue Chaudrier (Lage)                         | PA00104950    | Inscrit        | 1928           |                |
| Haus                                     | | 38, rue Chaudrier (Lage)                         | PA00104951    | Inscrit        | 1928           | weitere Bilder |
| Haus                                     | | 40, rue Chaudrier (Lage)                         | PA00104952    | Inscrit        | 1928           | weitere Bilder |
| Haus                                     | | 42, rue Chaudrier (Lage)                         | PA00104953    | Inscrit        | 1928           | weitere Bilder |
| Haus                                     | | 44, rue Chaudrier (Lage)                         | PA00104954    | Inscrit        | 1928           |                |
| Haus                                     | | 46, rue Chaudrier (Lage)                         | PA00104955    | Inscrit        | 1928           |                |
| Maison Grande-maison de Lhommée          | | 48, rue Chaudrier (Lage)                         | PA00104956    | Inscrit        | 1928           |                |
| Haus                                     | | 50, rue Chaudrier (Lage)                         | PA00104957    | Inscrit        | 1928           | weitere Bilder |
| Haus                                     | | 60, rue Chaudrier (Lage)                         | PA00104958    | Inscrit        | 1928           | weitere Bilder |
| Haus                                     | | 62, rue Chaudrier (Lage)                         | PA00104959    | Inscrit        | 1928           | weitere Bilder |
| Haus                                     | | 64, rue Chaudrier (Lage)                         | PA00104960    | Inscrit        | 1928           | weitere Bilder |
| Haus                                     | | 66, rue Chaudrier (Lage)                         | PA00104961    | Inscrit        | 1928           | weitere Bilder |
| Haus                                     | | 1, rue Chef-de-Ville (Lage)                      | PA00104962    | Inscrit        | 1928           | weitere Bilder |
| Haus                                     | | 3, rue Chef-de-Ville (Lage)                      | PA00104963    | Inscrit        | 1928           |                |
| Haus                                     | | 5, rue Chef-de-Ville (Lage)                      | PA00104964    | Inscrit        | 1928           |                |
| Haus                                     | | 13, rue Chef-de-Ville (Lage)                     | PA00104965    | Inscrit        | 1928           |                |
| Haus                                     | | 15, rue Chef-de-Ville (Lage)                     | PA00104966    | Inscrit        | 1928           |                |
| Haus                                     | | 17, rue Chef-de-Ville (Lage)                     | PA00104967    | Inscrit        | 1928           |                |
| Haus                                     | | 18, rue Chef-de-Ville (Lage)                     | PA00104968    | Inscrit        | 1928           |                |
| Haus                                     | | 19, rue Chef-de-Ville (Lage)                     | PA00104969    | Inscrit        | 1928           |                |
| Haus                                     | | 20, rue Chef-de-Ville (Lage)                     | PA00104970    | Inscrit        | 1928           |                |
| Haus                                     | | 21, rue Chef-de-Ville (Lage)                     | PA00104971    | Inscrit        | 1928           |                |
| Haus                                     | | 23, rue Chef-de-Ville (Lage)                     | PA00104972    | Inscrit        | 1928           |                |
| Haus                                     | | 25, rue Chef-de-Ville (Lage)                     | PA00104973    | Inscrit        | 1928           |                |
| Haus                                     | | 27, rue Chef-de-Ville (Lage)                     | PA00104974    | Inscrit        | 1928           |                |
| Haus                                     | | 29, rue Chef-de-Ville (Lage)                     | PA00104975    | Inscrit        | 1928           |                |
| Haus                                     | | 31, rue Chef-de-Ville (Lage)                     | PA00104976    | Inscrit        | 1928           |                |
| Haus                                     | | 33, rue Chef-de-Ville (Lage)                     | PA00104977    | Inscrit        | 1928           |                |
| Haus                                     | | 35, rue Chef-de-Ville (Lage)                     | PA00104978    | Inscrit        | 1928           |                |
| Haus                                     | | 37, rue Chef-de-Ville (Lage)                     | PA00104979    | Inscrit        | 1928           |                |
| Haus                                     | | 34, cours des Dames (Lage)                       | PA00104980    | Inscrit        | 1928           |                |
| Haus                                     | | 36, cours des Dames (Lage)                       | PA00104981    | Inscrit        | 1928           |                |
| Haus                                     | | 38, cours des Dames (Lage)                       | PA00104982    | Inscrit        | 1928           |                |
| Haus                                     | | 40, cours des Dames (Lage)                       | PA00104983    | Inscrit        | 1928           |                |
| Haus                                     | | 42, cours des Dames (Lage)                       | PA00104984    | Inscrit        | 1928           |                |
| Haus                                     | | 46, cours des Dames (Lage)                       | PA00104985    | Inscrit        | 1928           |                |
| Haus                                     | | 1, rue Aufrédy (Lage)                            | PA00104920    | Inscrit        | 1928           |                |
| Haus                                     | | 13, rue Dupaty (Lage)                            | PA00104986    | Inscrit        | 1928           |                |
| Haus                                     | | 15, rue Dupaty (Lage)                            | PA00104987    | Inscrit        | 1928           |                |
| Haus                                     | | 17, rue Dupaty (Lage)                            | PA00104988    | Inscrit        | 1928           |                |
| Haus                                     | | 19, rue Dupaty (Lage)                            | PA00104989    | Inscrit        | 1928           |                |
| Haus                                     | | 21, rue Dupaty (Lage)                            | PA00104991    | Inscrit        | 1928           |                |
| Haus                                     | | 25, rue Dupaty (Lage)                            | PA00104990    | Inscrit        | 1928           |                |
| Haus                                     | | 27, rue Dupaty (Lage)                            | PA00104992    | Inscrit        | 1928           |                |
| Haus                                     | | 29, rue Dupaty (Lage)                            | PA00104993    | Inscrit        | 1928           |                |
| Haus                                     | | 31, rue Dupaty (Lage)                            | PA00104994    | Inscrit        | 1928           | weitere Bilder |
| Haus                                     | | 1, rue Eugène-Fromentin Rue du Palais (Lage)     | PA00104996    | Inscrit        | 1928           |                |
| Haus                                     | | 10, rue Eugène-Fromentin Rue Pernelle (Lage)     | PA00104997    | Inscrit        | 1928           |                |
| Haus                                     | | 12, rue Eugène-Fromentin Rue Pernelle (Lage)     | PA00104998    | Inscrit        | 1928           |                |
| Haus                                     | | 35, rue Gargoulleau 36bis, rue Chaudrier (Lage)  | PA00104999    | Inscrit        | 1928           |                |
| Haus                                     | | 9, rue des Mariettes Rue des Merciers (Lage)     | PA00105000    | Classé         | 1923           |                |
| Haus                                     | | 4, rue des Merciers (Lage)                       | PA00105001    | Inscrit        | 1928           |                |
| Haus                                     | | 5, rue des Merciers (Lage)                       | PA00105002    | Classé         | 1923           |                |
| Haus                                     | | 6, rue des Merciers (Lage)                       | PA00105003    | Inscrit        | 1928           |                |
| Haus                                     | | 7, rue des Merciers (Lage)                       | PA00105004    | Inscrit        | 1928           |                |
| Haus                                     | | 8, rue des Merciers (Lage)                       | PA00105005    | Classé         | 1923           |                |
| Haus                                     | | 9, rue des Merciers (Lage)                       | PA00105006    | Inscrit        | 1928           |                |
| Haus                                     | | 10, rue des Merciers (Lage)                      | PA00105007    | Inscrit        | 1928           |                |
| Haus                                     | | 11, rue des Merciers (Lage)                      | PA00105008    | Inscrit        | 1928           |                |
| Haus                                     | | 12, rue des Merciers (Lage)                      | PA00105009    | Inscrit        | 1928           |                |
| Haus                                     | | 13, rue des Merciers (Lage)                      | PA00105010    | Inscrit        | 1928           |                |
| Haus                                     | | 14, rue des Merciers (Lage)                      | PA00105011    | Inscrit        | 1928           |                |
| Haus                                     | | 15, rue des Merciers (Lage)                      | PA00105012    | Inscrit        | 1928           |                |
| Haus                                     | | 15bis, rue des Merciers (Lage)                   | PA00105013    | Inscrit        | 1928           |                |
| Haus                                     | | 17, rue des Merciers (Lage)                      | PA00105014    | Classé         | 1923           |                |
| Haus                                     | | 18, rue des Merciers (Lage)                      | PA00105015    | Inscrit        | 1928           |                |
| Haus                                     | | 19, rue des Merciers (Lage)                      | PA00105016    | Inscrit        | 1928           |                |
| Haus                                     | | 20, rue des Merciers (Lage)                      | PA00105017    | Inscrit        | 1928           |                |
| Haus                                     | | 21, rue des Merciers (Lage)                      | PA00105018    | Inscrit        | 1928           |                |
| Haus                                     | | 22, rue des Merciers (Lage)                      | PA00105019    | Inscrit        | 1928           |                |
| Haus                                     | | 22bis, rue des Merciers (Lage)                   | PA00105020    | Inscrit        | 1928           |                |
| Haus                                     | | 23, rue des Merciers (Lage)                      | PA00105021    | Inscrit        | 1928           |                |
| Haus                                     | | 25, rue des Merciers (Lage)                      | PA00105022    | Inscrit        | 1928           |                |
| Haus                                     | | 29, rue des Merciers (Lage)                      | PA00105023    | Inscrit        | 1928           |                |
| Haus                                     | | 31, rue des Merciers (Lage)                      | PA00105024    | Inscrit        | 1928           |                |
| Haus                                     | | 33, rue des Merciers (Lage)                      | PA00105025    | Inscrit        | 1928           |                |
| Haus                                     | | 33bis, rue des Merciers (Lage)                   | PA00105026    | Inscrit        | 1928           |                |
| Haus                                     | | 35, rue des Merciers (Lage)                      | PA00105027    | Inscrit        | 1928           |                |
| Haus                                     | | 37, rue des Merciers (Lage)                      | PA00105028    | Inscrit        | 1928           |                |
| Haus                                     | | 39, rue des Merciers (Lage)                      | PA00105029    | Inscrit        | 1928           |                |
| Haus                                     | | 41, rue des Merciers (Lage)                      | PA00105030    | Inscrit        | 1928           |                |
| Haus                                     | | 43, rue des Merciers (Lage)                      | PA00105031    | Inscrit        | 1928           |                |
| Haus                                     | | 45, rue des Merciers (Lage)                      | PA00105032    | Inscrit        | 1928           |                |
| Haus                                     | | 47, rue des Merciers (Lage)                      | PA00105033    | Inscrit        | 1928           |                |
| Haus                                     | | 49, rue des Merciers (Lage)                      | PA00105034    | Inscrit        | 1928           |                |
| Haus                                     | | 51, rue des Merciers (Lage)                      | PA00105035    | Inscrit        | 1942           |                |
| Haus                                     | | 53, rue des Merciers (Lage)                      | PA00105036    | Inscrit        | 1942           |                |
| Haus                                     | | 55, rue des Merciers (Lage)                      | PA00105037    | Inscrit        | 1928           |                |
| Haus                                     | | 1, rue Mervault Rue du Minage (Lage)             | PA00105038    | Inscrit        | 1928           |                |
| Haus                                     | | 2, rue Mervault Rue du Minage (Lage)             | PA00105039    | Inscrit        | 1928           |                |
| Haus                                     | | 1, rue du Minage (Lage)                          | PA00105040    | Inscrit        | 1928           |                |
| Haus                                     | | 3, rue du Minage (Lage)                          | PA00105041    | Inscrit        | 1923           |                |
| Haus                                     | | 4, rue du Minage (Lage)                          | PA00105042    | Inscrit        | 1928           |                |
| Haus                                     | | 5, rue du Minage (Lage)                          | PA00105043    | Inscrit        | 1928           |                |
| Haus                                     | | 6, rue du Minage (Lage)                          | PA00105044    | Inscrit        | 1928           |                |
| Haus                                     | | 7, rue du Minage (Lage)                          | PA00105045    | Inscrit        | 1928           |                |
| Haus                                     | | 8, rue du Minage (Lage)                          | PA00105046    | Inscrit        | 1928           |                |
| Haus                                     | | 9, rue du Minage (Lage)                          | PA00105047    | Inscrit        | 1928           |                |
| Haus                                     | | 10, rue du Minage (Lage)                         | PA00105048    | Inscrit        | 1928           |                |
| Haus                                     | | 11, rue du Minage (Lage)                         | PA00105049    | Inscrit        | 1928           |                |
| Haus                                     | | 12, rue du Minage (Lage)                         | PA00105050    | Inscrit        | 1928           |                |
| Haus                                     | | 13, rue du Minage (Lage)                         | PA00105051    | Inscrit        | 1928           |                |
| Haus                                     | | 14, rue du Minage (Lage)                         | PA00105052    | Inscrit        | 1928           |                |
| Haus                                     | | 15, rue du Minage (Lage)                         | PA00105053    | Inscrit        | 1928           |                |
| Haus                                     | | 16, rue du Minage (Lage)                         | PA00105054    | Inscrit        | 1928           |                |
| Haus                                     | | 17, rue du Minage (Lage)                         | PA00105055    | Inscrit        | 1928           |                |
| Haus                                     | | 18, rue du Minage (Lage)                         | PA00105056    | Inscrit        | 1928           |                |
| Haus                                     | | 19, rue du Minage (Lage)                         | PA00105057    | Inscrit        | 1928           |                |
| Haus                                     | | 20, rue du Minage (Lage)                         | PA00105058    | Inscrit        | 1928           |                |
| Haus                                     | | 21, rue du Minage (Lage)                         | PA00105059    | Inscrit        | 1928           |                |
| Haus                                     | | 22, rue du Minage (Lage)                         | PA00105060    | Inscrit        | 1928           |                |
| Haus                                     | | 23, rue du Minage (Lage)                         | PA00105061    | Inscrit        | 1928           |                |
| Haus                                     | | 24, rue du Minage (Lage)                         | PA00105062    | Inscrit        | 1928           |                |
| Haus                                     | | 25, rue du Minage (Lage)                         | PA00105063    | Inscrit        | 1928           |                |
| Haus                                     | | 26, rue du Minage (Lage)                         | PA00105064    | Inscrit        | 1928           | weitere Bilder |
| Haus                                     | | 27, rue du Minage (Lage)                         | PA00105065    | Inscrit        | 1928           |                |
| Haus                                     | | 28, rue du Minage (Lage)                         | PA00105066    | Inscrit        | 1928           |                |
| Haus                                     | | 29, rue du Minage (Lage)                         | PA00105067    | Inscrit        | 1928           |                |
| Haus                                     | | 30, rue du Minage (Lage)                         | PA00105068    | Inscrit        | 1928           |                |
| Haus                                     | | 31, rue du Minage (Lage)                         | PA00105069    | Inscrit        | 1928           |                |
| Haus                                     | | 32, rue du Minage (Lage)                         | PA00105070    | Inscrit        | 1928           |                |
| Haus                                     | | 33, rue du Minage (Lage)                         | PA00105071    | Inscrit        | 1928           |                |
| Haus                                     | | 34, rue du Minage (Lage)                         | PA00105072    | Inscrit        | 1928           |                |
| Haus                                     | | 35, rue du Minage (Lage)                         | PA00105073    | Inscrit        | 1928           |                |
| Haus                                     | | 36, rue du Minage (Lage)                         | PA00105074    | Inscrit        | 1928           |                |
| Haus                                     | | 37, rue du Minage (Lage)                         | PA00105075    | Inscrit        | 1928           |                |
| Haus                                     | | 38, rue du Minage (Lage)                         | PA00105076    | Inscrit        | 1928           |                |
| Haus                                     | | 39, rue du Minage (Lage)                         | PA00105077    | Inscrit        | 1928           |                |
| Haus                                     | | 40, rue du Minage (Lage)                         | PA00105078    | Inscrit        | 1928           |                |
| Haus                                     | | 41, rue du Minage (Lage)                         | PA00105079    | Inscrit        | 1928           |                |
| Haus                                     | | 42, rue du Minage (Lage)                         | PA00105080    | Inscrit        | 1928           |                |
| Haus                                     | | 43, rue du Minage (Lage)                         | PA00105081    | Inscrit        | 1928           | weitere Bilder |
| Haus                                     | | 44, rue du Minage (Lage)                         | PA00105082    | Inscrit        | 1928           |                |
| Haus                                     | | 46, rue du Minage (Lage)                         | PA00105083    | Inscrit        | 1928           |                |
| Haus                                     | | 47, rue du Minage (Lage)                         | PA00105084    | Inscrit        | 1928           |                |
| Haus                                     | | 48, rue du Minage (Lage)                         | PA00105085    | Inscrit        | 1928           |                |
| Haus                                     | | 49, rue du Minage (Lage)                         | PA00105086    | Inscrit        | 1928           |                |
| Haus                                     | | 50, rue du Minage (Lage)                         | PA00105087    | Inscrit        | 1928           |                |
| Haus                                     | | 51, rue du Minage (Lage)                         | PA00105088    | Inscrit        | 1928           |                |
| Haus                                     | | 52, rue du Minage (Lage)                         | PA00105089    | Inscrit        | 1928           |                |
| Haus                                     | | 53, rue du Minage (Lage)                         | PA00105090    | Inscrit        | 1928           |                |
| Haus                                     | | 54, rue du Minage (Lage)                         | PA00105091    | Inscrit        | 1928           |                |
| Haus                                     | | 55, rue du Minage (Lage)                         | PA00105092    | Inscrit        | 1928           |                |
| Haus                                     | | 57, rue du Minage (Lage)                         | PA00105093    | Inscrit        | 1928           |                |
| Haus                                     | | 59, rue du Minage (Lage)                         | PA00105094    | Inscrit        | 1928           |                |
| Haus                                     | | 61, rue du Minage (Lage)                         | PA00105095    | Inscrit        | 1928           |                |
| Haus                                     | | 63, rue du Minage (Lage)                         | PA00105096    | Inscrit        | 1928           |                |
| Haus                                     | | 65, rue du Minage (Lage)                         | PA00105097    | Inscrit        | 1928           |                |
| Haus                                     | | 67, rue du Minage (Lage)                         | PA00105098    | Inscrit        | 1928           |                |
| Haus                                     | | 69, rue du Minage (Lage)                         | PA00105099    | Inscrit        | 1928           |                |
| Haus                                     | | 1, rue du Palais (Lage)                          | PA00105100    | Inscrit        | 1928           |                |
| Haus                                     | | 2, rue du Palais (Lage)                          | PA00105101    | Inscrit        | 1928           |                |
| Haus                                     | | 3, rue du Palais (Lage)                          | PA00105102    | Inscrit        | 1928           |                |
| Haus                                     | | 4, rue du Palais (Lage)                          | PA00105103    | Inscrit        | 1928           |                |
| Haus                                     | | 5, rue du Palais (Lage)                          | PA00105104    | Inscrit        | 1928           |                |
| Haus                                     | | 6, rue du Palais (Lage)                          | PA00105105    | Inscrit        | 1928           |                |
| Haus                                     | | 7, rue du Palais (Lage)                          | PA00105106    | Inscrit        | 1928           |                |
| Haus                                     | | 9, rue du Palais (Lage)                          | PA00105107    | Inscrit        | 1928           |                |
| Haus                                     | | 11, rue du Palais (Lage)                         | PA00105108    | Inscrit        | 1928           |                |
| Haus                                     | | 13, rue du Palais (Lage)                         | PA00105109    | Inscrit        | 1928           |                |
| Haus                                     | | 15, rue du Palais (Lage)                         | PA00105110    | Inscrit        | 1928           |                |
| Haus                                     | | 17, rue du Palais (Lage)                         | PA00105111    | Inscrit        | 1928           |                |
| Haus                                     | | 18, rue du Palais (Lage)                         | PA00105112    | Inscrit        | 1928           |                |
| Haus                                     | | 20, rue du Palais (Lage)                         | PA00105113    | Inscrit        | 1928           |                |
| Haus                                     | | 23, rue du Palais (Lage)                         | PA00105114    | Inscrit        | 1928           |                |
| Haus                                     | | 25, rue du Palais (Lage)                         | PA00105115    | Inscrit        | 1928           |                |
| Haus                                     | | 27, rue du Palais (Lage)                         | PA00105116    | Inscrit        | 1928           |                |
| Haus                                     | | 29, rue du Palais (Lage)                         | PA00105117    | Inscrit        | 1928           |                |
| Haus                                     | | 41, rue du Palais (Lage)                         | PA00105118    | Inscrit        | 1928           |                |
| Haus                                     | | 43, rue du Palais (Lage)                         | PA00105119    | Inscrit        | 1928           |                |
| Haus                                     | | 45, rue du Palais (Lage)                         | PA00105120    | Inscrit        | 1928           |                |
| Haus                                     | | 47, rue du Palais (Lage)                         | PA00105121    | Inscrit        | 1928           |                |
| Haus                                     | | 1, rue Pas-du-Minage Impasse Tout-y-Fault (Lage) | PA00105122    | Inscrit        | 1924           | weitere Bilder |
| Haus                                     | | 3, rue Pas-du-Minage Impasse Tout-y-Fault (Lage) | PA00105123    | Inscrit        | 1931           | weitere Bilder |
| Haus                                     | | 1, rue Pernelle (Lage)                           | PA00105124    | Inscrit        | 1928           | weitere Bilder |
| Haus                                     | | 2, rue Pernelle (Lage)                           | PA00105125    | Inscrit        | 1928           |                |
| Haus                                     | | 4, rue Pernelle (Lage)                           | PA00105126    | Inscrit        | 1928           | weitere Bilder |
| Haus                                     | | 6, rue Pernelle (Lage)                           | PA00105127    | Inscrit        | 1928           |                |
| Haus                                     | | 8, rue Pernelle (Lage)                           | PA00105128    | Inscrit        | 1928           |                |
| Haus                                     | | 10, rue Pernelle (Lage)                          | PA00105129    | Inscrit        | 1928           |                |
| Haus                                     | | 12, rue Pernelle (Lage)                          | PA00105130    | Inscrit        | 1928           | weitere Bilder |
| Haus                                     | | 4, rue du Port (Lage)                            | PA00105131    | Inscrit        | 1965           |                |
| Haus                                     | | 6, rue du Port (Lage)                            | PA00105132    | Inscrit        | 1965           | weitere Bilder |
| Haus                                     | | 3, rue Saint-Jean du Pérot (Lage)                | PA00105133    | Inscrit        | 1928           |                |
| Haus                                     | | 5, rue Saint-Jean du Pérot (Lage)                | PA00105134    | Inscrit        | 1928           |                |
| Haus                                     | | 7, rue Saint-Jean du Pérot (Lage)                | PA00105135    | Inscrit        | 1928           |                |
| Haus                                     | | 9, rue Saint-Jean du Pérot (Lage)                | PA00105136    | Inscrit        | 1928           |                |
| Haus                                     | | 11, rue Saint-Jean du Pérot (Lage)               | PA00105137    | Inscrit        | 1928           |                |
| Haus                                     | | 13, rue Saint-Jean du Pérot (Lage)               | PA00105138    | Inscrit        | 1928           |                |
| Haus                                     | | 15, rue Saint-Jean du Pérot (Lage)               | PA00105139    | Inscrit        | 1928           |                |
| Haus                                     | | 17, rue Saint-Jean du Pérot (Lage)               | PA00105140    | Inscrit        | 1928           |                |
| Haus                                     | | 19, rue Saint-Jean du Pérot (Lage)               | PA00105141    | Inscrit        | 1929           |                |
| Haus                                     | | 21, rue Saint-Jean du Pérot (Lage)               | PA00105142    | Inscrit        | 1928           |                |
| Haus                                     | | 19/21, rue Bazoges (Lage)                        | PA00104902    | Classé         | 1924           |                |
| Maison au Chien                          | | 1, rue Chaudrier (Lage)                          | PA00104900    | Inscrit        | 1928           | weitere Bilder |
| Maison de Diane                          | | Rue des Augustins (Lage)                         | PA00104897    | Classé         | 1897           | weitere Bilder |
| Maison de Jean Guiton                    | | 3, rue des Merciers (Lage)                       | PA00104899    | Classé         | 1923           | weitere Bilder |
| Maison Léon                              | | 36, quai Duperré (Lage)                          | PA00104995    | Inscrit        | 1926           | weitere Bilder |
| Maison Nicolas Venette                   | | Rue Nicolas-Venette 2, rue de l’Abreuvoir (Lage) | PA00104898    | Classé         | 1924           | weitere Bilder |
| Maison Pillaud                           | | Rue de la Grosse-Horloge Rue du Temple (Lage)    | PA00104901    | Classé         | 1923           | weitere Bilder |
| Musée des beaux-arts                     | | 30, rue Gargoulleau (Lage)                       | PA00104887    | Inscrit        | 1925           | weitere Bilder |
| Musée du Nouveau Monde Hôtel de Fleuriau | | 10, rue Fleuriau (Lage)                          | PA00104886    | Classé Inscrit | 1950 1951      | weitere Bilder |
| Naturkundemuseum                         | | Rue Albert-Ier (Lage)                            | PA17000061    | Inscrit        | 2003           | weitere Bilder |
| Palais de justice                        | | 10, rue du Palais (Lage)                         | PA00105143    | Inscrit        | 1925           | weitere Bilder |
| Phare du Quai Valin                      | | Quai Gabut und 31, quai Valin (Lage)             | PA17000089    | Inscrit        | 2011           |                |
| Porte de la Grosse Horloge               | | (Lage)                                           | PA00105145    | Classé         | 1978           | weitere Bilder |
| Porte Dauphine                           | | (Lage)                                           | PA00105144    | Classé         | 1909 1924      | weitere Bilder |
| Porte Maubec                             | | 6, rue Saint-Louis (Lage)                        | PA17000014    | Classé         | 1999           | weitere Bilder |
| Porte Royale                             | | (Lage)                                           | PA00105146    | Classé         | 1974           | weitere Bilder |
| Slipway                                  | | 19, quai Louis-Prunier (Lage)                    | PA17000051    | Classé         | 2002           | weitere Bilder |
| Protestantische Kirche                   | | Rue Saint-Michel (Lage)                          | PA00105147    | Classé         | 1924           | weitere Bilder |
| Tour de la Chaîne                        | | (Lage)                                           | PA00105148    | Classé         | 1879           | weitere Bilder |
| Tour de la Lanterne                      | | (Lage)                                           | PA00105149    | Classé         | 1879           | weitere Bilder |
| Tour Saint-Nicolas                       | | (Lage)                                           | PA00105150    | Classé         | 1879           | weitere Bilder |
| Villa Alsace                             | | 7, rue Jeanne-d’Albret (Lage)                    | PA00105320    | Inscrit        | 1992           | weitere Bilder |

## Liste der Objekte

### Schiffe
| Bezeichnung                                 | Beschreibung                                                                | Standort                                                    | Kennzeichnung | Schutzstatus | Datum | Bild           |
| ------------------------------------------- | --------------------------------------------------------------------------- | ----------------------------------------------------------- | ------------- | ------------ | ----- | -------------- |
| Hafen- und Hochseeschlepper Le Saint Gilles | 1958 gebaut                                                                 | im Museumshafen (Bassin des chalutiers) (Lage)              | PM17000788    | Classé       | 1995  | weitere Bilder |
| Segeljacht Aile VI                          | Segeljacht der Acht-Meter-Klasse, 1927 gebaut                               | in Noirmoutier-en-l’Île stationiert (Lage)                  | PM17000591    | Classé       | 1991  |                |
| Segeljolle Dreamboat                        | Segeljolle der Firefly-Klasse, 1955 bei Fairey Marine in Southampton gebaut | im Museumshafen (Lage)                                      | PM17002643    | Inscrit      | 2018  |                |
| Segeljolle Ole Moe                          | gebaut 1958                                                                 | in der Ausstellung des Musée Maritime de La Rochelle (Lage) | PM17002644    | Inscrit      | 2018  |                |
| Segeljolle Will you still be mine           | Segeljolle der Sharpie-Klasse, 1945 gebaut                                  | im Museumshafen (Lage)                                      | PM17002651    | Inscrit      | 2018  |                |
| Segeljolle Mothquito                        | Segeljolle der Moth-Klasse, 1957 gebaut                                     | im Museumshafen (Lage)                                      | PM17002652    | Inscrit      | 2018  |                |
| Segeljolle P’tite folie                     | 1952 gebaut                                                                 | im Museumshafen (Lage)                                      | PM17002656    | Inscrit      | 2018  |                |
| Segeljolle Pen touffen                      | 1950 gebaut                                                                 | in der Ausstellung des Musée Maritime de La Rochelle (Lage) | PM17002657    | Inscrit      | 2018  |                |
| Segeljolle Petrus                           | 1950 gebaut                                                                 | im Museumshafen (Lage)                                      | PM17002659    | Inscrit      | 2018  |                |
| Segeljolle Boucanier                        | 1957 gebaut                                                                 | im Museumshafen (Lage)                                      | PM17002660    | Inscrit      | 2018  |                |
| Segeljolle Prototype N°1                    | 1960 von Michel Joubert gebaut                                              | im Museumsdepot (Lage)                                      | PM17002664    | Inscrit      | 2018  |                |
| Segeljolle Pingoin                          | Segel-Kanadier, vor 1940 gebaut                                             | in der Ausstellung des Musée Maritime de La Rochelle (Lage) | PM17002665    | Inscrit      | 2018  |                |
| Segeljolle Bambino                          | Segeljolle der Moth-Klasse, 1956 gebaut                                     | in der Ausstellung des Musée Maritime de La Rochelle (Lage) | PM17002667    | Inscrit      | 2018  |                |
| Segeljolle Noroît                           | Segeljolle der Moth-Klasse, 1946 gebaut                                     | im Museumshafen (Lage)                                      | PM17002670    | Inscrit      | 2018  |                |
| Ketsch Joshua                               | 1962 gebaut                                                                 | im Museumshafen (Lage)                                      | PM17000642    | Classé       | 1993  | weitere Bilder |
| Ketsch Notre-Dame-des-Flots                 | Fischereischiff, 1942 bis 1945 gebaut, 1976 zum Vergnügungsschiff umgebaut  | im Museumshafen (Lage)                                      | PM17000860    | Classé       | 2010  | weitere Bilder |
| Segeljacht Marie-Christine III              | 1958 gebaut, Teilnehmer beim Admiral’s Cup 1959, 1961 und 1963              | im Museumshafen (Lage)                                      | PM17000866    | Classé       | 2014  |                |
| Fischtrawler Manuel Joël                    | 1954 gebaut                                                                 | im Museumshafen (Lage)                                      | PM17000604    | Classé       | 1994  | weitere Bilder |
| Segeljolle Josy                             | 1950 gebaut                                                                 | in der Ausstellung des Musée Maritime de La Rochelle (Lage) | PM17002640    | Inscrit      | 2018  |                |
| Segeljolle Charl’o                          | Segeljolle der Moth-Klasse, 1960 gebaut                                     | im Museumshafen (Lage)                                      | PM17002641    | Inscrit      | 2018  |                |
| Segeljolle vom Type Snipe                   | Segeljolle der Snipe-Klasse, 1957 gebaut                                    | in der Ausstellung des Musée Maritime de La Rochelle (Lage) | PM17002642    | Inscrit      | 2018  |                |
| Segeljolle N’oublie jamais                  | Segeljolle der Moth-Klasse, 1952 gebaut                                     | im Museumshafen (Lage)                                      | PM17002645    | Inscrit      | 2018  |                |
| Segeljolle Nelly                            | 1958 gebaut                                                                 | im Museumshafen (Lage)                                      | PM17002646    | Inscrit      | 2018  |                |
| Segeljolle Patouche                         | 1938 gebaut                                                                 | im Museumshafen (Lage)                                      | PM17002647    | Inscrit      | 2018  |                |
| Segeljolle Bikini                           | Segeljolle der Moth-Klasse, 1945 gebaut                                     | im Museumshafen (Lage)                                      | PM17002650    | Inscrit      | 2018  |                |
| Segeljolle Marmoth                          | Segeljolle der Moth-Klasse, 1965 gebaut                                     | im Museumshafen (Lage)                                      | PM17002655    | Inscrit      | 2018  |                |
| Segeljolle Singrid                          | 1964 gebaut                                                                 | im Museumshafen (Lage)                                      | PM17002658    | Inscrit      | 2018  |                |
| Segeljolle Mitaphy                          | Segelkanu, 1950 gebaut                                                      | in der Ausstellung des Musée Maritime de La Rochelle (Lage) | PM17002669    | Inscrit      | 2018  |                |
| Segelljolle vom Typ Moth Haag               | Segeljolle der Moth-Klasse, um 1952 gebaut                                  | im Museumshafen (Lage)                                      | PM17002672    | Inscrit      | 2018  |                |
| Kanu Miche                                  | Kanadier, um 1920 gebaut                                                    | in der Ausstellung des Musée Maritime de La Rochelle (Lage) | PM17002674    | Inscrit      | 2018  |                |
| Segeljolle Léo Le Vent                      | 1961 gebaut                                                                 | im Museumshafen (Lage)                                      | PM17002676    | Inscrit      | 2018  |                |
| Motorboot La Josette                        | 1961 gebaut                                                                 | im Museumshafen (Lage)                                      | PM17002677    | Inscrit      | 2018  |                |
| Segelschiff Damien                          | 1968 gebaut                                                                 | im Museumshafen (Lage)                                      | PM17000799    | Classé       | 2002  | weitere Bilder |
| Lastkahn L’Audiernais                       | 1936/37 gebaut                                                              | in Paimpol stationiert (Lage)                               | PM17000355    | Classé       | 1988  | weitere Bilder |
| Segeljacht Sinbad                           | Slup, 1950 gebaut                                                           | im Museumshafen (Lage)                                      | PM17000797    | Classé       | 1999  | weitere Bilder |
| Arbeitsschiff Clapotis                      | Slup, ehemaliger Tonnenleger, 1920 gebaut                                   | in St-Georges-d’Oleron stationiert (Lage)                   | PM17000798    | Classé       | 2000  | weitere Bilder |
| Segeljacht Christina II                     | Slup, 1966 gebaut                                                           | im Museumshafen (Lage)                                      | PM17002605    | Inscrit      | 2015  |                |
| Lotsenkutter Madcap                         | 1874 gebaut                                                                 | im Museumshafen (Lage)                                      | PM17000869    | Classé       | 2016  | weitere Bilder |
| Segeljolle Thiflo                           | Segeljolle vom Typ Mousse, 1959 gebaut                                      | im Museumshafen (Lage)                                      | PM17002648    | Inscrit      | 2018  |                |
| Katamaran Exocet                            | 1961 gebaut                                                                 | im Museumshafen (Lage)                                      | PM17002654    | Inscrit      | 2018  |                |
| Segeljolle La Sémillante                    | 1950 gebaut                                                                 | im Museumshafen (Lage)                                      | PM17002661    | Inscrit      | 2018  |                |
| Segeljolle Mitrandir                        | O-Jolle, 1934 gebaut                                                        | im Museumshafen (Lage)                                      | PM17002666    | Inscrit      | 2018  |                |
| Beiboot Youyou                              | faltbares Beiboot, um 1950                                                  | in der Ausstellung des Musée Maritime de La Rochelle (Lage) | PM17002668    | Inscrit      | 2018  |                |
| Segeljolle Panocis                          | 1952 gebaut                                                                 | im Museumshafen (Lage)                                      | PM17002671    | Inscrit      | 2018  |                |
| Schwimmbagger T.D.6                         | Dampfschiff, 1906 gebaut                                                    | im U-Boot-Bunker in La Pallice stationiert (Lage)           | PM17000639    | Classé       | 1992  | weitere Bilder |
| Fischtrawler Angoumois                      | 1969 gebaut                                                                 | im Museumshafen (Lage)                                      | PM17000643    | Classé       | 1993  | weitere Bilder |
| Segelschiff Colomba                         | Yawl, 1929 gebaut                                                           | im Museumshafen (Lage)                                      | PM17002635    | Inscrit      | 2018  |                |
| Segeljolle Hasta Buan                       | Finn-Dingi, 1958 bei Hubert Raudaschl gebaut                                | in der Ausstellung des Musée Maritime de La Rochelle (Lage) | PM17002639    | Inscrit      | 2018  |                |
| Segeljolle Lili Marlene                     | Segeljolle der Moth-Klasse, um 1943 gebaut                                  | in der Ausstellung des Musée Maritime de La Rochelle (Lage) | PM17002637    | Inscrit      | 2018  |                |
| Segeljolle vom Typ Flying Dutchman          | 1952 gebaut                                                                 | im Museumshafen (Lage)                                      | PM17002675    | Inscrit      | 2018  |                |
| Segelyacht Sainte Anne III                  | Yawl, 1933 gebaut                                                           | im Museumshafen (Lage)                                      | PM17002176    | Inscrit      | 2011  | weitere Bilder |
| Schnellboot Duperré                         | 1954 gebaut                                                                 | im Museumshafen (Lage)                                      | PM17000864    | Classé       | 2013  |                |
| Ruderboot Hinti Huatana                     | Doppelzweier mit Steuermann, in den 1940er Jahren gebaut                    | im Museumshafen (Lage)                                      | PM17002638    | Inscrit      | 2018  | weitere Bilder |
| Segeljolle Simplet                          | 1957 gebaut                                                                 | im Museumshafen (Lage)                                      | PM17002649    | Inscrit      | 2018  |                |
| Segeljolle Star Hael                        | Segeljolle der Star-Klasse, 1962 gebaut                                     | im Museumshafen (Lage)                                      | PM17002653    | Inscrit      | 2018  |                |
| Segeljolle Blue dog                         | Segeljolle der Fireball-Klasse, 1970 gebaut                                 | im Museumshafen (Lage)                                      | PM17002662    | Inscrit      | 2018  |                |
| Segeljolle Pibole                           | Segeljolle der 505er Klasse, gebaut                                         | in der Ausstellung des Musée Maritime de La Rochelle (Lage) | PM17002663    | Inscrit      | 2018  |                |
| Segeljolle Grincheux                        | 1948 gebaut                                                                 | im Museumshafen (Lage)                                      | PM17002673    | Inscrit      | 2018  |                |